# سیسیل دوفلو
سیسیل دوفلو (  (متولد ۱ آوریل ۱۹۷۵) فعال فرانسوی در حوزهٔ سازمان‌های غیردولتی ( NGO ) فرانسوی و سیاستمدار سابق است. او سابقه وزارت در دولت و رهبر یک حزب سیاسی بوده است.
او از سال ۲۰۱۲ تا ۲۰۱۴ در کابینهٔ ژان-مارک ارو، وزیر برابری سرزمینی و مسکن ( فرانسوی: Ministre de l'Egalité des Territoires et du Logement   ) در کابینه ارو از سال ۲۰۱۲ تا ۲۰۱۴.  تا ژوئن ۲۰۱۲، تا ژوئن ۲۰۱۲، دبیرکل  حزب اکولوژی اروپا - سبزها بود، سمتی که از نوامبر ۲۰۰۶ در اختیار داشت؛ او به همراه ژان-لوک بنامیاس ، تنها رهبر سبزها بود که دو دوره متوالی در این سمت خدمت کرد. در ماه مه ۲۰۱۲، او استعفای خود را از این سمت اعلام کرد.

در ۵ آوریل ۲۰۱۸، او اعلام کرد که از سیاست کناره‌گیری می‌کند تا از ۱۵ ژوئن رهبری آکسفام فرانسه را بر عهده بگیرد. 

## زندگی شخصی
دوفلو در ویلنو-سن-ژرژ ، وال-دو-مارن ، زاده شد. او فرزند بزرگ یک فعال اتحادیهٔ راه‌آهن و یک معلم فیزیک و شیمی بود که خود نیز عضو اتحادیه ) عضو اتحادیه بود.  دوران کودکی و نوجوانی‌اش را در منطقهٔ مونترو-فو-یون گذراند و اوایل دههٔ ۱۹۹۰ به زادگاهش، ویلنوو-سن-ژرژ، بازگشت. دوفلو از نظر حرفه‌ای برنامه‌ریز شهری است، از مدرسهٔ عالی بازرگانی اِسِک (ESSEC Business School) فارغ‌التحصیل شده و دارای مدرک کارشناسی ارشد جغرافیا است.. 
نخستین فعالیت‌های اجتماعی او در «جنبش جوانان کارگر مسیحی» (Jeunesse ouvrière chrétienne) و «انجمن حمایت از پرندگان» (Ligue pour la protection des oiseaux) بود. 

## حرفه سیاسی
او پس از پیوستن به حزب سبزها در سال ۲۰۰۱، همان سال در انتخابات شهرداری ویلنو-سن-ژرژ شرکت کرد.  دوفلو در ژوئن ۲۰۰۴ به‌عنوان عضو شورای شهر در جایگاه مخالف در این شهر برگزیده شد. 

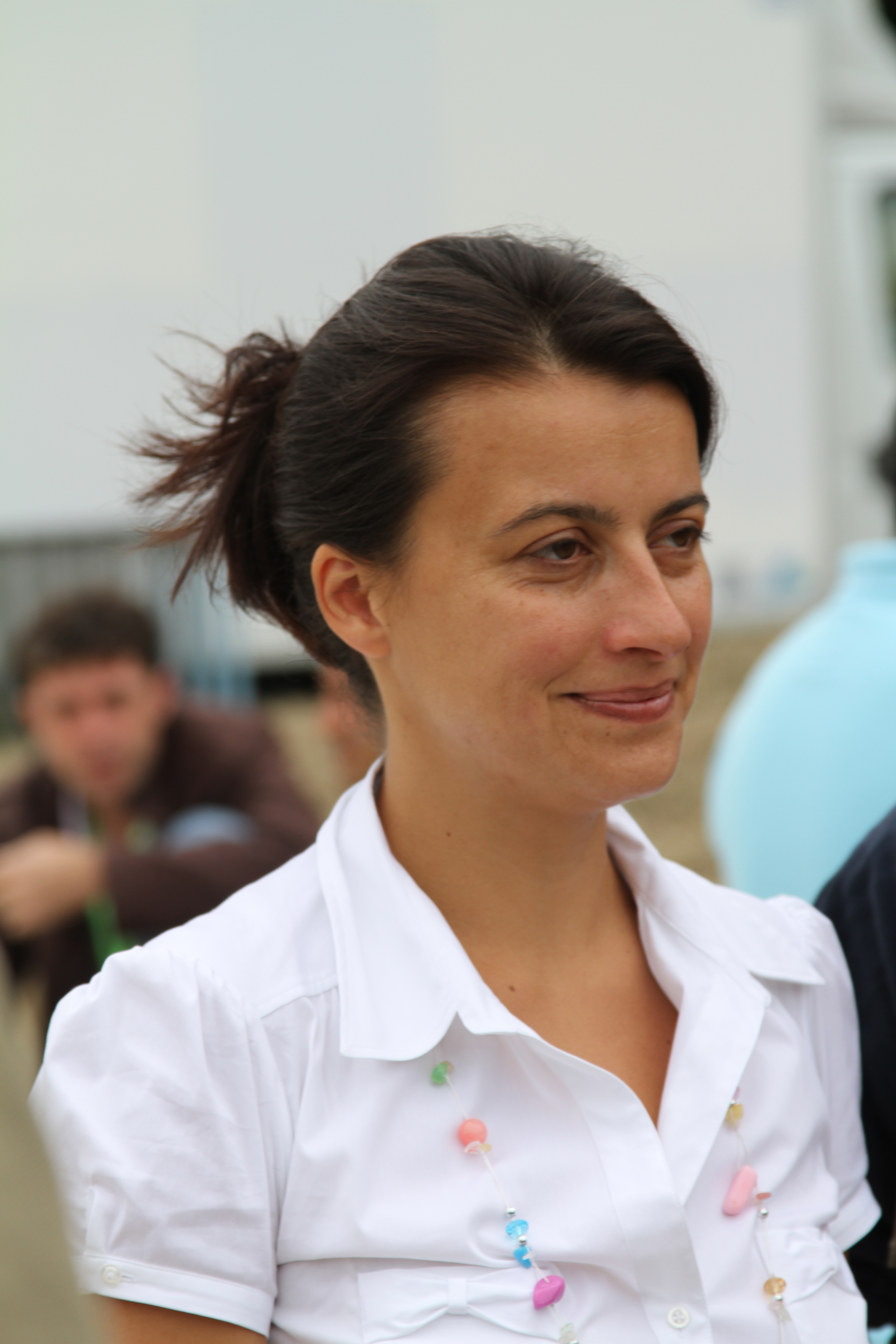
دوفلو در سال ۲۰۱۰

در سال ۲۰۰۳، او به هیئت انتخاباتی حزب سبزها پیوست  و مسئولیت سازمان‌دهی خرید دفتر مرکزی ملی حزب را بر عهده گرفت.  دوفلو در ژانویهٔ ۲۰۰۵ به‌عنوان سخنگوی حزب منصوب شد. همان سال، در «روز جهانی آب» به همراه سه عضو دیگر هیئت انتخاباتی، برای اعتراض به آلودگی رودخانه‌ها در فرانسه و یادآوری وعدهٔ ژاک شیراک ـ زمانی که شهردار پاریس بود ـ برای شنا در رود سن، در این رودخانه در پاریس شنا کرد. 
در ۱۶ نوامبر ۲۰۰۶، او به‌عنوان دبیر ملی «شورای ملی بین‌منطقه‌ای» برگزیده شد و جانشین یان وِرلینگ گردید.  دوفلو در سن ۳۱ سالگی جوان‌ترین دبیر ملی تاریخ حزب سبزها شد. 
در پایان سال ۲۰۰۶، او در انتخابات مقدماتی حزب برای تعیین نامزد ریاست‌جمهوری در انتخابات ۲۰۰۷ شرکت کرد. با کسب ۲۳٫۲۹٪ آرا، پس از دومینیک وانه و ایو کوشه در جایگاه سوم قرار گرفت و به دور دوم راه نیافت.
در انتخابات پارلمانی ۲۰۰۷، او نامزد حزب سبزها در حوزهٔ سوم وال-دو-مارن بود و ۳٫۵۵٪ آرا را به دست آورد.
در مارس ۲۰۰۸ و در جریان انتخابات شهرداری در ویلنو-سن-ژرژ، او در فهرست مشترک حزب سوسیالیست، جنبش جمهوری‌خواهان و شهروندان (MRC)، حزب رادیکال چپ (PRG) و سبزها، پس از لوران دوتی سوسیالیست، در جایگاه دوم قرار گرفت. این فهرست ۲۴٫۳۶٪ آرا را کسب کرد.

در ۶ دسامبر ۲۰۰۸، با ارائهٔ یک قطعنامه که حاصل ادغام چهار مورد از شش برگهٔ رأی فعالان در سه هفتهٔ پیش بود، او با کسب ۷۰٫۹۹٪ آرا دوباره به سمت دبیر ملی حزب سبزها برگزیده شد.  او به همراه ژان-لوک بنا‌میا تنها دبیرانی بودند که برای دومین دورهٔ متوالی به این سمت انتخاب شدند، در حالی که دومینیک پلانک پیش‌تر سه دورهٔ یک‌ساله این مسئولیت را بر عهده داشت. 

در نخستین دورهٔ مسئولیت خود، او برای ایجاد اروپا اکولوژی  به‌منظور شرکت در انتخابات پارلمان اروپا ۲۰۰۹ فعالیت کرد.  او نامزد این انتخابات نشد و ترجیح داد بر انجام وظایف خود به‌عنوان دبیر ملی حزب تمرکز کند. 
در سال ۲۰۱۰، او به همراه مونیکا فراسونی، رِناته کوناست و مارینا سیلوا در فهرست «برترین اندیشمندان جهانی» مجلهٔ فارین پالیسی قرار گرفت  ؛ این انتخاب به دلیل نقش آن‌ها در وارد کردن گفتمان سبز به جریان اصلی سیاست انجام شد.
در اوت ۲۰۱۴، او از دولت فرانسه و به‌ویژه از رئیس جمهور فرانسوا اولاند ، انتقاد کرد و گفت: «…با این‌که می‌خواست رئیس‌جمهوری چپ‌گرا باشد، هرگز پایگاه اجتماعی یا هواداران خود را پیدا نکرد. این مسئله موضوعی مربوط به خلق‌وخو نیست، بلکه نتیجهٔ مجموعه‌ای از تصمیم‌های گاه غیرمنتظره و بعضاً ناسازگار با یکدیگر است.» 
او عضو هیئت مشورتی جنبش دموکراسی در اروپا ۲۰۲۵ است. 

### به عنوان وزیر
سمت وزیر مسکن در دولت ارو در دوران ریاست‌جمهوری اولاند ـ که در مهٔ ۲۰۱۲ آغاز به کار کرد ـ به او پیشنهاد شد. یکی از مأموریت‌های اصلی‌اش تدوین و تصویب قانونی دربارهٔ مسکن اجتماعی بود. نخستین تلاش او که در ۱۱ سپتامبر همان سال اعلام شد، در اکتبر با شکست روبه‌رو شد  و این موضوع برای نخست‌وزیر مایهٔ دردسر شد.  سرانجام «قانون دوفلو» (Loi Duflot) در ۱۸ ژانویهٔ ۲۰۱۳ جایگزین قانون اسلیه شد.  
«قانون آلور» (Accès au logement et urbanisme rénové – دسترسی به مسکن و نوسازی شهرسازی) با هدف محدود کردن روابط مالک و مستأجر در برابر ارائهٔ مشوق‌های مالی به تصویب رسید.   این قانون در ۲۰ فوریهٔ ۲۰۱۴ به‌طور رسمی به تصویب نهایی رسید.  

## پس از سیاست
در ژوئن ۲۰۱۷، او به‌عنوان نامزد حزب سبزها در انتخابات پارلمانی شرکت کرد، اما در دور نخست حذف شد.
از ژوئن ۲۰۱۸، او به‌عنوان مدیر اجرایی سازمان غیردولتی «آکسفام» که عضوی از کنفدراسیون بین‌المللی اکسفام است، فعالیت می‌کند
او عضو هیئت مدیره دانشگاه پاریس ۱ پانتئون سوربن برای سال‌های ۲۰۲۰-۲۰۲۴ است. 
در ۲۲ آوریل ۲۰۲۲، او با حکمی به پیشنهاد مدافع حقوق  به عضویت کمیته ملی مشورتی اخلاق در علوم زیستی و سلامت منصوب شد.

## پیوندهای خارجی
- (به فرانسوی) وبگاه رسمی
- (به فرانسوی) Cécile Duflot on the official Green Party site.
- (به فرانسوی) Cécile Duflot's blog on the European Ecology site for the 2009 European elections.
- (به فرانسوی) Housing and Accommodation  بایگانی‌شده  در ۱۶ نوامبر ۲۰۱۲ توسط Wayback Machine Official site for Minister of Territorial Equality and Housing (فرانسوی: Ministre de l'Egalité des Territoires et du Logement).
- فرانسوی: Ministre de l'Egalité des Territoires et du Logement (به فرانسوی) fr:Ministère de l'Égalité des Territoires et du Logement